# Glossario di Cormac
Il Glossario di Cormac (anche Sanas Chormaic) contiene le etimologie e le spiegazioni di oltre 1400 parole irlandesi. Fu realizzato da Cormac mac Cuilennáin (836–908), re e vescovo del Munster. si tratta di un dizionario enciclopedico che contiene semplici spiegazioni (con sinonimi) in irlandese o latino di parole irlandesi. In alcuni casi cerca di dare una spiegazione etimologica delle parole e in altri casi si concentra sull'enciclopedicità. È considerato il primo dizionario linguistico dell'Europa post-classica.